# 諾沃斯塔夫 (盧茨克區)
50°40′52″N 25°21′39″E / 50.68111°N 25.36083°E
諾沃斯塔夫（烏克蘭語：Новостав），是烏克蘭的村落，位於該國西部沃倫州，由盧茨克區負責管轄，處於喬爾諾古茲卡河畔，始建於1390年，面積18平方公里，海拔高度191米，2001年人口602。